# اوسمت
اوسمت (به ازبکی: Usmat) یک منطقهٔ مسکونی در ازبکستان است که در شهرستان بخمل واقع شده‌است. اوسمت ۱۰٬۵۰۰ نفر جمعیت دارد.